# NGC 4013
NGC 4013 est une galaxie spirale relativement rapprochée, vue par la tranche et située dans la constellation de la Grande Ourse. NGC 4013 a été découverte par l'astronome germano-britannique William Herschel en 1788.

## Caractéristiques
La classe de luminosité de NGC 4013 est II et elle présente une large raie HI. Elle renferme également des régions d'hydrogène ionisé. De plus, c'est une galaxie LINER, c'est-à-dire une galaxie dont le noyau présente un spectre d'émission caractérisé par de larges raies d'atomes faiblement ionisés.

### Distance
Sa vitesse par rapport au fond diffus cosmologique est de 1 060 ± 16 km/s, ce qui correspond à une distance de Hubble de 15,63 ± 1,12 Mpc (∼51 millions d'al).
À ce jour, 26 mesures non basées sur le décalage vers le rouge (redshift) donnent une distance de 18,135 ± 2,327 Mpc (∼59,1 millions d'al), ce qui est à l'intérieur des valeurs de la distance de Hubble. Puisque cette galaxie est relativement rapprochée du Groupe local, cette distance est peut-être plus près de sa distance réelle que la distance de Hubble. Notons que c'est avec la valeur moyenne des mesures indépendantes, lorsqu'elles existent, que la base de données NASA/IPAC calcule le diamètre d'une galaxie.

### Morphologie
NGC 4013 a été utilisée par Gérard de Vaucouleurs comme une galaxie de type morphologique Sb sp dans son atlas des galaxies,.

### Luminosité dans l'infrarouge
La luminosité de la galaxie NGC 4013 dans l'infrarouge lointain (de 40 à 400 µm)  est égale à 5,37 × 109 {\displaystyle L_{\odot }} (109,73{\displaystyle L_{\odot }}) et sa luminosité totale dans l'infrarouge (de 8 à 1 000 µm) est de 5,75 × 109 {\displaystyle L_{\odot }} (109,76{\displaystyle L_{\odot }}).

## Collision galactique

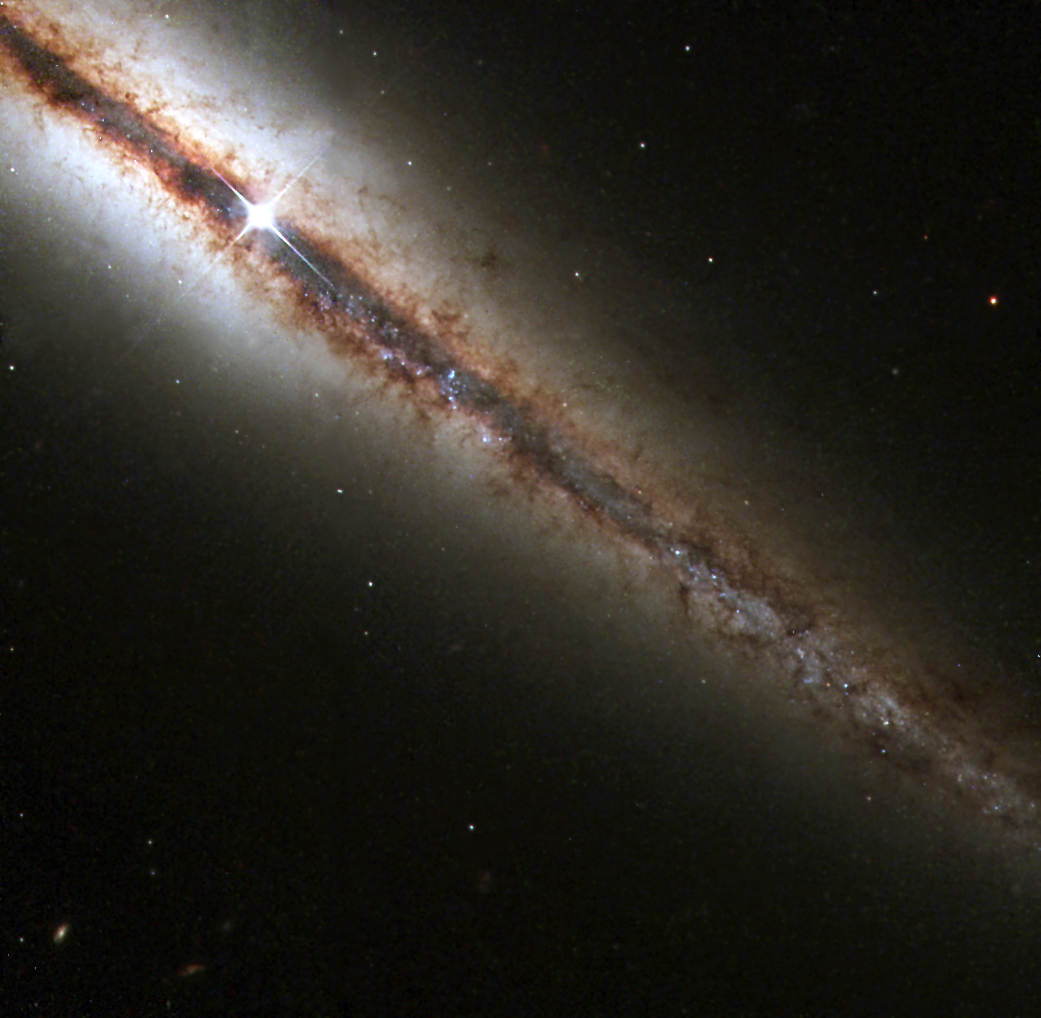
Gros plan sur la partie centrale de NGC 4013 par le télescope spatial Hubble.
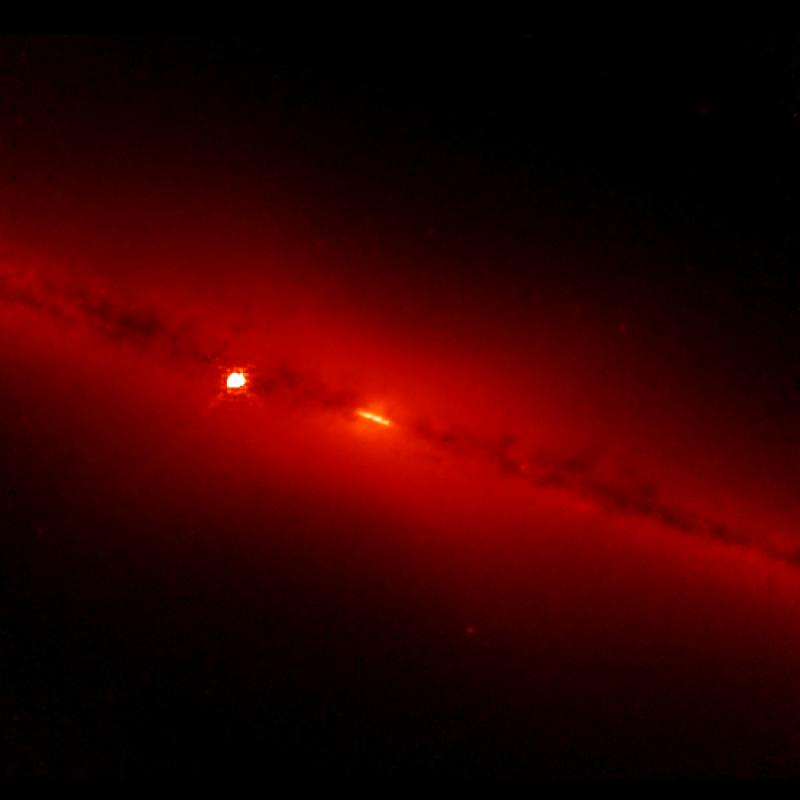
Image de NGC 4013 dans le domaine de l'infrarouge captée par l'instrument NICMOS du télescope spatial Hubble.

Une boucle géante d'étoiles a été découverte autour de NGC 4013. Elle s'étend à 6 minutes d'arc (environ 26 kpc, soit 85 kal) au nord-est du centre et à 3 minutes d'arc du plan du disque. Il est probable qu'il y ait une structure semblable du côté sud-ouest du disque. Grâce à une simulation numérique basée sur les déformations produites par les forces de marée lors d'une collision galactique, on a estimé que cette boucle est un courant stellaire provenant d'une collision avec une plus petite galaxie dont la masse était d'environ 6 × 108 {\displaystyle M_{\odot }}. Selon cette simulation, la collision se serait produite il y a environ 2,8 milliards d'années.

## Supernova
La supernova SN 1989Z a été découverte dans NGC 4013 le 30 décembre 1998 par M. Shaw. Le type de cette supernova n'a pas été déterminé,. 

## Groupe de M101
Dans un article publié en 1998, Abraham Mahtessian indique que NGC 4013 fait partie d'un vaste groupe qui compte plus de 80 galaxies, le groupe de M101. Plusieurs galaxies de la liste de Mahtessian se retrouvent également dans d'autres groupes décrit par A.M. Garcia, soit le groupe de NGC 3631, le groupe de NGC 3898, le groupe de M109 (NGC 3992), le groupe de NGC 4051, le groupe de M106 (NGC 4258) et le groupe de NGC 5457. Mais, NGC 4013 ne se retrouve dans aucun de ces groupes.
Plusieurs galaxies des six groupes de Garcia ne figurent pas dans la liste du groupe de M101 de Mahtessian. Il y a plus de 120 galaxies différentes dans les listes des deux auteurs. Puisque la frontière entre un amas galactique et un groupe de galaxie n'est pas clairement définie (on parle de 100 galaxies et moins pour un groupe), on pourrait qualifier le groupe de M101 d'amas galactique contenant plusieurs groupes de galaxies.

## Amas de la grande Ourse et superamas de la Vierge
Le groupe de M101 fait partie de l'amas de la Grande Ourse, l'un des amas galactiques du superamas de la Vierge.